# Розовая пантера (фильм, 2006)
«Розовая пантера» (англ. The Pink Panther) — криминальная кинокомедия 2006 года. Этот фильм заново начинает серию «Розовая пантера». В фильме инспектор Жак Клузо (Стив Мартин) получает задание расследовать убийство известного футбольного тренера и кражу огромного бриллианта «Розовая Пантера».

## Сюжет
Фильм начинается с победы французской национальной футбольной команды над сборной Китая. Сразу после победы убит тренер команды Ив Глюан (Джейсон Стейтем), а его кольцо с гигантским розовым бриллиантом, известным как Розовая Пантера, исчезает. Инспектор Шарль Дрейфус (Кевин Клайн), желая получить Орден Почётного легиона, назначает на дело «самого некомпетентного полицейского» Франции, инспектора Жака Клузо, для отвлечения всеобщего внимания. Дрейфус втайне собрал команду лучших следователей, чтобы раскрыть дело и получить Орден. Для слежения за Клузо Дрейфус назначает опытного жандарма Жильбера Понтона (Жан Рено) в роли помощника и водителя Клузо, приказывая докладывать Дрейфусу о любом действии Клузо.
Клузо изначально продвигается очень медленно, регулярно попадая впросак. Бизу, лучший футболист команды (который тоже хотел убить Ива Глюана, но его опередили), ненавидел Глюана и являлся главным подозреваемым, но сам оказывается застрелен в голову. Свидетельница слышала, как перед смертью Бизу сказал «О, это ты» («Oh, it’s you»). Поэтому Клузо говорит Понтону привести в участок всех людей в Париже с именем «Ты». Он допрашивает пожилую китаянку и делает вид, что не понимает её, но позже раскрывается, что он прекрасно знает кантонский, на котором она разговаривала. В казино Клузо встречается с британским агентом 006 Найджелом Босвеллом (Клайв Оуэн). Босвелл пришёл туда, чтобы обезвредить «бандитов в газовых масках». Стремясь сохранить своё инкогнито, он притворяется Клузо — надевает плащ инспектора на то время, в течение которого обезвреживает банду. Клузо становится известным благодаря их «поимке». Шарль Дрейфус разгневан тем, что все лавры опять достались не ему.
Считая, что подруга Глюана Зания (Бейонсе Ноулз) знает больше, чем говорит, Клузо следует за ней в Нью-Йорк. Пытается имитировать американский акцент, но ему это не удаётся (он даже не может проговорить «гамбургер»). Во время его возвращения домой агент Дрейфуса в аэропорту подменяет его чемодан на другой, полный оружия (включая кистень, нож, гранату, револьвер и нунчаки), которое, конечно же, обнаруживают таможенники. После того, как он отказывается выпотрошить карманы, полные гамбургеров, он пытается сказать, что именно находится в карманах, но из-за его странного акцента (даже для француза) никто не может его понять. Последующий инцидент с собакой попадает во все газеты Франции. В Париже радостный Дрейфус понижает Клузо в звании и готовится раскрыть преступление сам. Используя улики — яд, убивший Глюана, был создан на основе китайских трав — Дрейфус решает, что убийцей является китайский дипломат по имени доктор Пэнь, которого он собирается торжественно арестовать на приближающемся Президентском балу. Дрейфус приказывает убрать имя Клузо из списка гостей.
Вернувшись в свой родной городок, Клузо обнаруживает фотографию своего ареста в Интернете (перед этим лишив света чуть ли не весь Париж, включая Эйфелеву башню). Увидев что-то важное на фотографии, он связывается с Понтоном, и они спешат в Елисейский дворец, пробравшись с помощью своей секретарши Николь в здание. Им удаётся предотвратить убийство Зании, выследив и арестовав настоящего убийцу, которым оказывается Юрий, бывший советский солдат, являвшийся помощником Глюана. Клузо раскрывает, что та пожилая китаянка «напомнила» ему, что все футбольные тренеры должны знать китайские традиционные лекарства. Кроме того, Бизу был застрелен в затылочную долю мозга, положение которой Юрий должен был знать со времени службы в русской армии (хотя в фильме Бизу был застрелен спереди). Мотивация для всех этих убийств была следующей: Глюан присваивал себе все блестящие футбольные тактики, разработанные Юрием, его самого ни во что не ставя, а Бизу догадался о вине Юрия и пытался его шантажировать. Клузо также выясняет, что Зания зашила Розовую пантеру между тканями своей сумочки. Как выясняется, Глюан сам отдал ей кольцо перед игрой, предлагая руку и сердце; она никому этого не говорила потому, что опасалась ошибочных обвинений. По законам Франции кольцо теперь принадлежит ей. Клузо рассказывает, что именно фотография его ареста в аэропорту и натолкнула его на мысль о местоположении бриллианта, так как фотография также показала экран металлодетектора, пока под ним проезжала сумочка Зании (на заднем плане). Хотя Дрейфус пытается сказать, что именно он направлял Клузо на правильный путь, Клузо всё же получает Орден Почётного легиона.
Позже Дрейфус оказывается сильно ранен, когда машина Клузо протащила его по дороге. Визит Клузо в больницу, где он лежит, приводит к тому, что койка Дрейфуса падает в Сену.

## В ролях
| Актёр           | Роль                            |
| --------------- | ------------------------------- |
| Стив Мартин     | инспектор Жак Клузо             |
| Кевин Клайн     | главный инспектор Шарль Дрейфус |
| Бейонсе         | Зания                           |
| Жан Рено        | жандарм Жильбер Понтон          |
| Джейсон Стейтем | Ив Глюан                        |
| Эмили Мортимер  | Николь                          |
| Генри Черни     | тренер Юрий                     |
| Роджер Рис      | Лэрок                           |

| Актёр           | Роль                        |
| --------------- | --------------------------- |
| Уильям Абади    | Бизу                        |
| Скотт Эдкинс    | Жакар                       |
| Декстер Белл    | Терри Аки-Соус              |
| Кристин Ченовет | Шери                        |
| Клайв Оуэн      | Найджер Босвелл (агент 006) |
| Пол Корда       | Пьер Фуке                   |
| Шарлотта Мэйер  | тренер диалектов            |
| Алис Тальони    | женщина-репортёр            |